# Cormac Ladhrach mac Taidhg Léith
Cormac Ladhrach mac Taidhg Léith (mort en 1516) membre de la dynastie Mac Carthy, 24e prince de Desmond en opposition de 1508 à 1514 puis seul jusqu'à sa mort.

## Contexte
Cormac Ladhrach est le fils cadet de Tadhg Liath mac Domhnaill il succède à son frère ainé Domhnall mac Taidhg Léith. Son pouvoir est immédiatement contesté par son neveu Tadhg na Leamhna mac Domhnaill qui se proclame « Prince de Desmond ». Gerald FitzGerald, comte de Kildare et Aodh Dubh mac Aodha Ruaidh Ó Domhnaill le roi de  Tir Connail mettent profit le conflit pour envahir Dunhallow et le Desmond. Ils s'emparent de Kanturk la résidence des « Mac Cathaigh Mór ». Cormac en profite pour prendre l'avantage sur son rival mais en 1513 Tagdh l'attaque de nouveau et le Desmond est partagé de facto entre eux. Tadhg meurt deux ans plus tard  et Cormac demeure seul prince de Desmond jusqu'à sa propre mort en 1516 
il laisse::
- Tadhg meurt sans descendance avant son père;
- Domhnall mac Cormaic 25e prince de Desmond en 1516.
- Cormac